# Zenda (Kansas)
Pour les articles homonymes, voir Zenda (homonymie).
Zenda est une municipalité américaine située dans le comté de Kingman au Kansas.
Lors du recensement de 2010, sa population est de 90 habitants. La municipalité s'étend alors sur une superficie de 0,23 mille carré (0,6 km2).
La localité est fondée au milieu des années 1880 sous le nom de Rochester, en référence à Rochester (Minnesota). Lors de l'arrivée de l'Atchison, Topeka and Santa Fe Railway en 1887, le bourg se déplace de quelques kilomètres, au plus près des voies, et est renommé New Rochester. Estimant que trop de villes portent ce nom, des dirigeants du chemin de fer renomment la ville d'après le roman Le Prisonnier de Zenda.